# Marius Lode
Marius Lode (Kvernaland, 11 de marzo de 1993) es un futbolista noruego que juega de defensa en el BK Häcken de la Allsvenskan.

## Selección nacional
Es internacional con la selección de fútbol de Noruega. Fue internacional sub-21 antes de debutar con la absoluta el 24 de marzo de 2021 en un partido de clasificación para el Mundial 2022 frente a la selección de fútbol de Gibraltar.

## Clubes
| Club             | País     | Año       |
| ---------------- | -------- | --------- |
| Bryne FK         | Noruega  | 2012-2016 |
| F. K. Bodø/Glimt | Noruega  | 2017-2021 |
| F. C. Schalke 04 | Alemania | 2022      |
| F. K. Bodø/Glimt | Noruega  | 2022-2024 |
| BK Häcken        | Suecia   | 2024-     |

## Palmarés

### Títulos nacionales
| Título         | Club             | País    | Año  |
| -------------- | ---------------- | ------- | ---- |
| Eliteserien    | F. K. Bodø/Glimt | Noruega | 2020 |
| Eliteserien    | F. K. Bodø/Glimt | Noruega | 2021 |
| Eliteserien    | F. K. Bodø/Glimt | Noruega | 2023 |
| Copa de Suecia | BK Häcken        | Suecia  | 2025 |